# 1794 год в музыке

## Классическая музыка
- Людвиг ван Бетховен — Сонаты для фортепиано, соч. 2 (№ 1 фа-минор, № 2 ля-мажор и № 3 до мажор, посвящены Йозефу Гайдну).
- Йозеф Гайдн — Симфонии № 100 (Военная), № 101 (Часы)[англ.] и № 102.

## Родились
- 9 апреля — Теобальд Бём, немецкий инструментальный мастер, флейтист и композитор, создатель современной поперечной флейты (ум. в 1881).
- 30 мая — Игнац Мошелес, богемский пианист-виртуоз, дирижёр, композитор, педагог (ум. в 1870).
- 23 октября — Йозеф Панни[нем.], австрийский певец, скрипач и композитор (ум. в 1838).
- 6 декабря — Луиджи Лаблаш, итальянский оперный певец-бас (ум. в 1858).